# مارک ویتاکر
مارک ویتاکر (انگلیسی:Mark Whitaker) تهیه‌کننده موسیقی ساکن منطقه خلیج سانفرانسیسکو است که در دهه ۱۹۸۰ مدیر گروه اکسدس و مهندس صدای گروه متالیکا بود. 
ویتاکر به عنوان تهیه‌کننده در اولین آلبوم گروه اکسودوس با نام «پیوند با خون» (۱۹۸۵) و تا حدودی در دومین آلبومشان با نام «لذت‌های جسم» (۱۹۸۷) فعالیت داشت. او در سال ۱۹۸۳، کرک همت ، گیتاریست سابق گروه اکسودوس، را به متالیکا آورد. ویتاکر یکی از چهره‌های کلیدی در عرصه نوظهور ترش متال منطقه خلیج سانفرانسیسکو در دهه ۱۹۸۰ بود.